# Willamette-i Misszió Állami Park
A Willamette-i Misszió Állami Park az Amerikai Egyesült Államok Oregon államának Marion megyéjében, a Willamette folyótól keletre fekvő park. A 6,8 km2-es területen található az ország valószínűleg legnagyobb feketegyapot-fája, amelyet a növényörökség részének választottak.

## Története
Az egykor a területen fekvő metodista missziót 1934-ben alapította Jason Lee, hogy az őslakosokat a keresztény hitre térítse. Az itt épült egyszobás épület kápolnaként, iskolaként, kórházként és lakóhelyként szolgált; később a házat bővítették és egy csűrt is emeltek. Az 1837 szeptemberében érkező további telepesek önálló kórházat, egy iskolaként és étkezőként szolgáló házat, kovácsműhelyt és magtárat építettek; a település Mission Bottom néven vált ismertté. A missziót 1860-ban Chemeketába (ma Salem) költöztették. A Willamette folyó 1861-es áradása az épületeket jelentősen megrongálta. A metodista misszió területe szerepel a történelmi helyek jegyzékében; helyét épületvázak jelzik.

## Fordítás
- Ez a szócikk részben vagy egészben  a   Willamette Mission State Park című angol Wikipédia-szócikk ezen változatának fordításán alapul.  Az eredeti cikk szerkesztőit annak laptörténete sorolja fel. Ez a jelzés csupán a megfogalmazás eredetét és a szerzői jogokat jelzi, nem szolgál a cikkben szereplő információk forrásmegjelöléseként.